# Tatjana Naumowna Greiwer
Tatjana Naumowna Greiwer (russisch Татьяна Наумовна Грейвер; * 7. Dezember 1931 in Leningrad; † 4. Mai 2012) war eine sowjetische bzw. russische Metallurgin und Hochschullehrerin.

## Leben
Greiwer, Tochter des Metallurgen Naum Solomonowitsch Greiwer, studierte an dem nach Georgi Plechanow benannten Leningrader Bergbauinstitut in der Metallurgie-Fakultät mit Abschluss 1954 als Metallurgin für Nichteisenmetalle. Anschließend war sie dort Aspirantin und verteidigte 1959 ihre Dissertation über Wege zur Gewinnung von Selen und Tellur bei der Nickel- und Kupfer-Verhüttung mit Erfolg für die Promotion zur Kandidatin der technischen Wissenschaften.
Darauf war Greiwer wissenschaftliche Mitarbeiterin des Bergbauinstituts und lehrte dann auch dort mit Ernennung zur Dozentin. Sie entwickelte 1961 ein Verfahren für die Herstellung von Tellur für Halbleiter. Sie verteidigte 1969 ihre Doktor-Dissertation über neue Technologien der Selen- und Tellur-Extraktion mit Erfolg für die Promotion zur Doktorin der technischen Wissenschaften 1971. Von 1973 bis 2001 war sie Professorin des Lehrstuhls für Nichteisenmetalle des Bergbauinstituts.

## Forschung und Lehre
Für das Kombinat Seweronikel in Montschegorsk entwickelte Greiwer Methoden zur Extraktion von Rhodium und Ruthenium (1973) und von Osmium (1981). Für das Bergbau- und Hüttenkombinat in Norilsk entwickelte sie ein Hydrolyse-Verfahren zur Iridium-Extraktion (1986). Durch Kooperation des Bergbauinstituts und des Seweronikel-Kombinats wurde unter direkter Beteiligung Greiwers ein Sulfatierungsverfahren zur Anodenschlamm-Verarbeitung entwickelt (1985–1986).
Greiwer war Korrespondierendes Mitglied der Russischen Akademie der Naturwissenschaften.

## Ehrungen, Preise
- Goldmedaille und zwei Bronzemedaillen der Ausstellung der Errungenschaften der Volkswirtschaft der UdSSR[1]
- Erfinderin der UdSSR